# کیم یون آه
کیم یون آه (کره‌ای: 김윤아؛ زادهٔ ۱۱ مارس ۱۹۷۴) خواننده و ترانه‌پرداز اهل کره جنوبی است. او تاکنون چندین آلبوم منتشر کرده‌است. کیم در سال ۲۰۱۵ فعالیت خود را در در تئاتر موزیکال آغاز کرد.